# Kapfenberg Bulls
I Kapfenberg Bulls sono una società cestistica avente sede a Kapfenberg, in Austria. Fondati nel 1976, giocano nel campionato di pallacanestro austriaco.
Disputano le partite interne nella Sporthalle Walfersam.

## Palmarès
- Campionato austriaco: 7

2000-2001, 2001-2002, 2002-2003, 2003-2004, 2016-2017, 2017-2018, 2018-2019
- Coppa d'Austria: 6

2007, 2014, 2017, 2018, 2019, 2020
- Supercoppa d'Austria: 7

2002, 2003, 2014, 2017, 2018, 2019, 2020

## Cestisti
- La'Shard Anderson